# 조선민주주의인민공화국의 경찰
조선민주주의인민공화국의 경찰(朝鮮民主主義人民共和國- 警察)은 조선민주주의인민공화국의 주권과 공산주의 제도를 보위하고 인민의 헌법적 권리와 생명•재산을 보호하는 업무를 말한다. 그러나 현실적으로는 노동당의 독재를 유지·강화화기 위해 주민을 통제·감시한다.

## 역사

### 소련군정기
1945년 8월 26일 소련군은 '북조선 주둔 소련점령군사령부'를 두고, 각 지역별로 치안질서를 위해 보안대를 조직하게 하였으며, 1945년 10월 28일에 북조선 5도행정국 산하의 보안국에서 경찰행정을 담당하였다. 1946년 2월 8일 북조선림시인민위원회가 설치되어, 위원회 산하 보안국으로 개편되었고, 1947년 2월 20일에 북조선림시인민위원회가 북조선인민위원회로 변경되면서 보안국을 내무국으로 변경하면서 내무국에서 경찰행정을 담당하였다.

### 조선민주주의인민공화국 수립 이후
1948년 9월 9일에 내무성 산하의 정치보위국에서 경찰행정을 담당하였고, 한국전쟁 중에 정치보위국 및 기타부분을 통합해 사회안전성으로 분리시켜 경찰행정을 담당하게 하였으나 1952년에 다시 내무성으로 흡수되었고, 1962년에 다시 사회안전성으로 분리되었다가 1972년에 사회안전부로 확대되었다. 1998년에 사회안전성으로 축소되었고, 2000년에 인민보안성으로, 2010년에 인민보안부로, 2016년에 인민보안성으로 다시 변경되었다. 2020년 사회안전성으로 다시 개편되었다. 더불어, 내각 소속이며 평•전시에 인민보안성의 지시를 받는 조선인민내무군은 상급기관의 개편을 따라 사회안전내무군으로 개편되었다.

## 조직

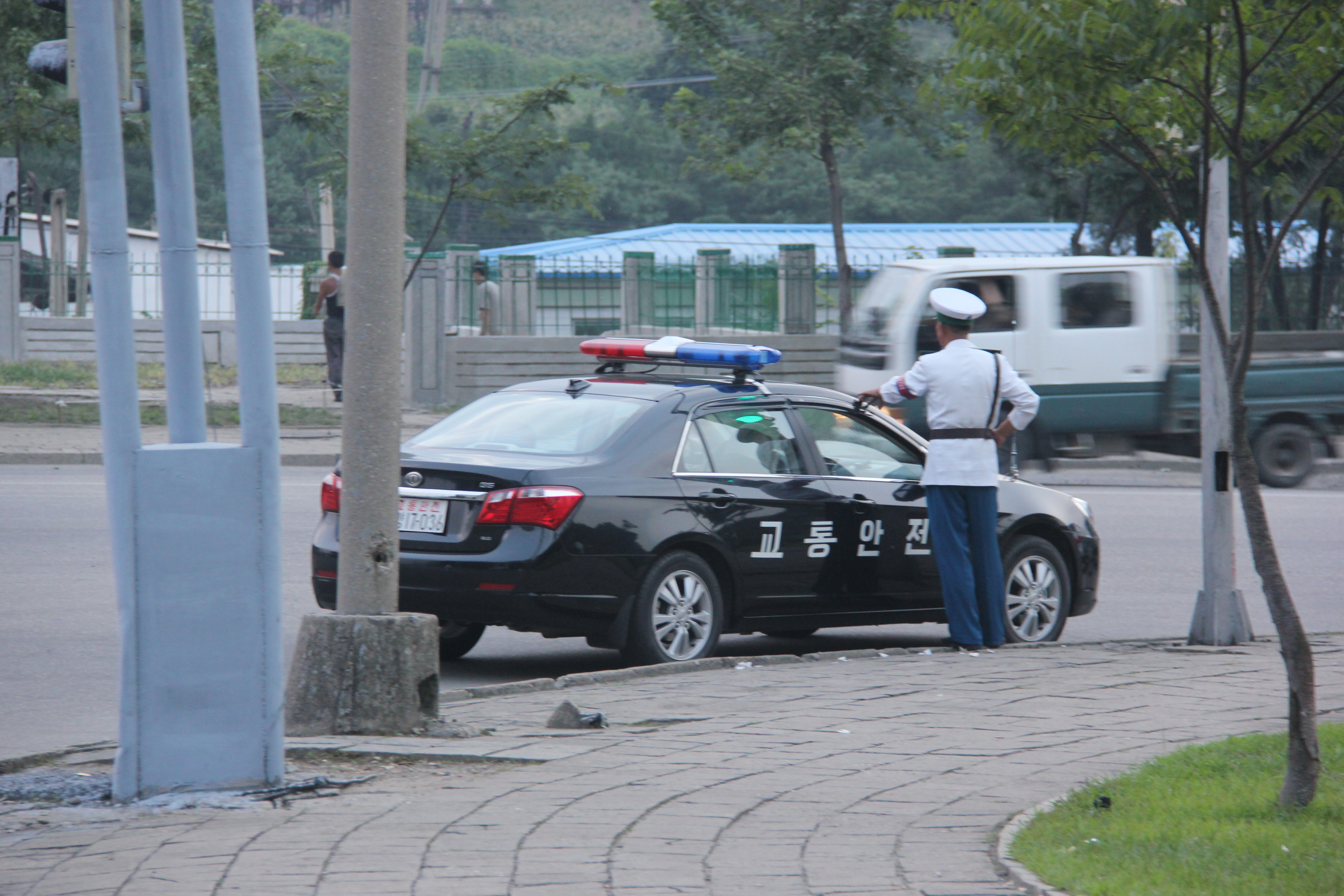
조선민주주의인민공화국의 교통경찰

중앙조직은 사회안전성 참모장 산하의 감찰국과 수사국, 작전국, 예심국, 호안국, 경비훈련국, 철도안전국, 종합지휘국, 산업감찰국 등에서 경찰행정을 담당한다.

### 지방조직
사회안전성 산하의 직할시·도 안전국을 설치하여 직할시와 도의 경찰사무를 담당하며, 안전국 산하에 시·군 안전서를 설치하여 시·군의 치안질서 유지, 범죄 예방활동, 범죄자 색출 및 검거, 등의 업무를 담당하게 한다. 안전서 산하에는 분주소를 설치한다.